# Vico da Piscina Pública
Vico da Piscina Pública (em latim: Vicus Piscinae Publicae) era uma rua da Roma Antiga que ligava o ângulo sudeste do Circo Máximo à Porta Raudusculana da Muralha Serviana, no vale entre o pequeno e o grande Aventino. Seu nome era uma referência à Piscina Pública, que ficava nas imediações durante o período republicano. Esta rua foi citada na Base Capitolina e por Amiano Marcelino. Depois da Porta, a estrada seguia com o nome de Vico da Porta Raudusculana, que, já fora da Muralha Aureliana, desembocava na Via Ostiense.
Seu traçado corresponde à moderna Viale Aventino. 